# أنتوني ويليامسون
أنتوني ويليامسون (بالإنجليزية: Antone Williamson)‏ هو لاعب كرة قاعدة أمريكي، ولد في 18 يوليو 1973 في Harbor City, Los Angeles ‏ في الولايات المتحدة.

## وصلات خارجية
- أنتوني ويليامسون على موقعبيزبول رفرنس.كوم (الدوري الرئيسي) (الإنجليزية)
- أنتوني ويليامسون على موقعبيزبول رفرنس.كوم (الدوري الثانوي) (الإنجليزية)